# Arthur Amos Noyes
Pour les articles homonymes, voir Noyes.
Arthur Amos Noyes (13 septembre 1866 - 3 juin 1936) est un chimiste reconnu pour ses recherches et théories à propos de la dissolution des solides dans un solvant. Il s'est associé au chimiste Willis Rodney Whitney (en) pour formuler l’équation de la vitesse de dissolution des solides qui est très utile dans le domaine pharmaceutique. 

## Biographie

### Études
Arthur Amos Noyes est né le 13 septembre 1866 à Newburyport au Massachusetts. Son père, Amos Noyes, était avocat et sa mère, Anna Page Noyes était une poète qui étudiait la littérature. Arthur Amos Noyes a étudié à l’école Newburyport où il a découvert une passion pour la chimie. Il adorait réaliser des expériences chez lui durant ses temps libres. Après ses études secondaires, il espérait entrer au Massachusetts Institute of Technology (MIT), mais il n’en avait pas les moyens. Mais, en 1883, il reçoit une bourse d’étude : la Wheelwright Scholarship qui lui permet d'entrer au MIT. En 1886, il termine son baccalauréat en chimie organique. Puis, en 1887, il termine sa maîtrise en chimie organique au même établissement. En 1890, il obtient son doctorat en chimie à l’Université de Leipzig en Allemagne après avoir effectué des recherches sur la dissociation des électrolytes.

### Réalisations
Noyes fut un grand chimiste qui s’intéressait à plusieurs sphères de la chimie : la chimie organique, l’inorganique, l’analytique et la chimie physique. Plusieurs de ses recherches ont marqué le monde scientifique grâce aux découvertes qu’il a faites, mais on se rappelle aussi d’Arthur Noyes pour sa qualité d’enseignement en tant que professeur de chimie. Il a été professeur de chimie analytique au Massuchussets Institute of Technology, de 1890 à 1892. Il y a enseigné la chimie organique de 1892 à 1894, la chimie physique de 1894 à 1899 et il y a finalement enseigné la chimie théorique de 1899 à 1919. 
En 1903, il a fondé le Laboratoire de recherche de chimie physique au MIT qu’il a dirigé pendant 17 ans. Il veillait d’ailleurs lui-même au soutien financier du laboratoire, allant jusqu’à débourser de grandes sommes pour veiller à son maintien. Le chimiste croyait fortement en l’utilité de la pratique hâtive[Quoi ?] en laboratoire pour ses jeunes étudiants, d’où sa dévotion en tant qu’enseignant. Ce laboratoire sera grandement réputé dans les années suivant sa fondation, devenant une source inestimable de recherches et de découvertes pour de nombreux chimistes physiciens réputés. De 1907 à 1909, Arthur Amos Noyes a également été le président par intérim du Massachusetts Institute of Technology. Il a quitté la direction du laboratoire pour celle du laboratoire de chimie au California Institute of Technology, aussi appelé Caltech.
Dès son arrivée au Caltech, Noyes investit énormément de temps afin de faire de l’institut un des meilleurs en ce qui concerne les recherches scientifiques et l’ingénierie. Pendant ces dures années de travail, il resta toutefois dans l’ombre. C’est le physicien Robert Andrews Millikan, le chef administratif, qui devient la tête d’affiche du Caltech, Noyes n’étant pas très reconnu pour tout le travail qu’il faisait à l’institut.
En 1902, le chimiste a publié un livre intitulé The General Principles of Physical Science. Plus tard, l’édition fut peaufinée par E. H. Swift et Miles Sherrill pour donner naissance à deux livres qui ont complètement changé l’enseignement de la chimie physique et analytique en Amérique : The General Principles of Chemistry et A Course of Study in Chemical Principles. 
En 1927, Noyes a publié un des livres les plus importants de toute sa carrière : A System of Qualitative Analysis for the Rare Elements, qui résume 25 ans d’études avec des collaborateurs sur un système avancé d’analyse chimique d’éléments rares.  Dans la même année, il a également été le président de l' Association for the Advancement of Science.
Tout au long de sa carrière, Noyes s’est beaucoup intéressé aux ions et aux solutions électrolytiques. Il a fait de nombreuses études sur le sujet au MIT ainsi qu’à Caltech, seul ou avec ses étudiants. Le chimiste a été grandement respecté tout au long de sa carrière pour ses nombreuses contributions au monde de la chimie et pour sa dévotion et son influence sur ses étudiants en tant que professeur.  Arthur Amos Noyes a été malade les 15 dernières années de sa vie. Il souffrit d’un cancer avant d’avoir une pneumonie qui marqua son décès le 3 juin 1936 alors qu’il avait 69 ans.

## Théorie
En 1897, avec l’aide du chimiste Willis Rodney Whitney, Noyes formula une équation pour décrire la vitesse de dissolution des solides dans un solvant. L’équation Noyes-Whitney prend en compte les propriétés caractéristiques du solide et du solvant dans lequel il se dissout pour décrire la vitesse de dissolution. Cette équation est décrite par la relation suivante :
{\displaystyle {v}={\frac {dx}{dt}}={\frac {DA(C_{s}-C)}{L}}}

Où

- v est la vitesse de dissolution du solide;
- D est le coefficient de diffusion du solide (m2/s) qui caractérise le déplacement du solide dans le solvant liquide;
- A est l’aire du solide (m2);
- CS est la concentration du solide dans sa couche de diffusion (M);
- C est la concentration du solide dans le solvant (M);
- L est l’épaisseur de la couche de diffusion (m).

Cette équation prend en compte la concentration du solide dans la couche de diffusion. La couche de diffusion est une mince paroi de l’ordre de quelques micromètres qui entoure la molécule du soluté solide. Il existe un gradient de concentration dans cette couche qui diminue au fur et à mesure que la concentration du solide dans le solvant augmente,.

Cette équation est très utile dans le domaine pharmaceutique, puisqu’elle permet de prédire la dissolution des médicaments dans les fluides humains. De cette façon, les pharmaciens peuvent ajuster les concentrations des médicaments ainsi que la posologie des médicaments de leurs patients[réf. souhaitée].

## Distinctions et récompenses
En 1915, Noyes est le récipiendaire du prix Willard-Gibbs qui est un prix discerné aux scientifiques qui ont usé de créativité dans leurs recherches et leurs découvertes.
En 1927, il reçoit la médaille Davy pour son travail sur les solutions électrolytes et pour ses recherches en chimie physique.
En 1932, il se voit attribuer la médaille Theodore William Richards pour ses travaux en chimie,.